# Шишацький район
Шиша́цький райо́н — колишня адміністративно-територіальна одиниця у Полтавській області України. Адміністративний центр — смт Шишаки. Населення становить 21 165 жителів (на 1.08.2012). У 1952–1962 роках називався «Гоголівський район».

## Географія
Район межує з Великобагачанським, Диканським, Зіньківським, Миргородським i Решетилівським районами Полтавської області.
Розташований у північно-східній частині Полтавської області у межах Придніпровської низовини, лівобережної Дніпровської зони лісостепу. Площа району 0,79 тисяч км².
Вищий лівий берег — це виняток з правила Г. Коріоліса, відповідно до якого у північній півкулі праві береги річок вищі. Висота 168 м (вершина). Територія 14 км².
З природних багатств є нафта, газ, глина, пісок, джерела мінеральних вод, незначні запаси торфу, родючі чорноземні ґрунти.
Через район протікають річки Псел, Грузька Говтва, Стеха, Грунь-Ташань.

## Історія
Утворено Шишацький район 1923 року з Шишацької, Яреськівської та Баранівської волостей Миргородського повіту. З 1923 по 1930 роки входив до Полтавської округи. 1935 року Шишацький район став самостійною одиницею Харківської, а з 1937 року Полтавської областей. 1952 року, під час відзначення 100-річчя з дня смерті Миколи Гоголя, район було перейменовано на Гоголівський. 1962 року район включено до складу Диканського. З 1966 року Шишацький район було відновлено.
17 липня 2020 р. район як адміністративну одиницю ліквідовано з перенесенням відповідних функцій до Миргорода.

## Адміністративний поділ
У районі 77 населених пунктів (одне селище міського типу та 76 сіл), які підпорядковані одній селищній та 14 сільським радам. Адміністративний центр — смт Шишаки

## Населення
Розподіл населення за віком та статтю (2001):
| Стать | Всього | До 15 років | 15-24 | 25-44 | 45-64 | 65-85 | Понад 85 |
| --- | ------ | ----------- | ----- | ----- | ----- | ----- | -------- |
| Чоловіки | 10 871 | 2055        | 1355  | 3307  | 2701  | 1389  | 64       |
| Жінки | 13 165 | 1980        | 1316  | 3283  | 3298  | 2904  | 384      |
| \| Статево-вікова піраміда \| Статево-вікова піраміда \| Статево-вікова піраміда \| \| ----------------------- \| ----------------------- \| ----------------------- \| \| Чоловіки \| Вік \| Жінки \| \| 64 \| 85 + \| 384 \| \| 111 \| 80-84 \| 482 \| \| 305 \| 75-79 \| 844 \| \| 500 \| 70-74 \| 922 \| \| 473 \| 65-69 \| 656 \| \| 842 \| 60-64 \| 1112 \| \| 422 \| 55-59 \| 597 \| \| 731 \| 50-54 \| 821 \| \| 706 \| 45-49 \| 768 \| \| 894 \| 40-44 \| 866 \| \| 877 \| 35-39 \| 854 \| \| 750 \| 30-34 \| 743 \| \| 786 \| 25-29 \| 820 \| \| 646 \| 20-24 \| 659 \| \| 709 \| 15-20 \| 657 \| \| 848 \| 10-14 \| 818 \| \| 697 \| 5-9 \| 655 \| \| 510 \| 0-4 \| 507 \| |        |             |       |       |       |       |          |
| Статево-вікова піраміда |        |             |       |       |       |       |          |
| Чоловіки | Вік    | Жінки       |       |       |       |       |          |
| 64 | 85 +   | 384         |       |       |       |       |          |
| 111 | 80-84  | 482         |       |       |       |       |          |
| 305 | 75-79  | 844         |       |       |       |       |          |
| 500 | 70-74  | 922         |       |       |       |       |          |
| 473 | 65-69  | 656         |       |       |       |       |          |
| 842 | 60-64  | 1112        |       |       |       |       |          |
| 422 | 55-59  | 597         |       |       |       |       |          |
| 731 | 50-54  | 821         |       |       |       |       |          |
| 706 | 45-49  | 768         |       |       |       |       |          |
| 894 | 40-44  | 866         |       |       |       |       |          |
| 877 | 35-39  | 854         |       |       |       |       |          |
| 750 | 30-34  | 743         |       |       |       |       |          |
| 786 | 25-29  | 820         |       |       |       |       |          |
| 646 | 20-24  | 659         |       |       |       |       |          |
| 709 | 15-20  | 657         |       |       |       |       |          |
| 848 | 10-14  | 818         |       |       |       |       |          |
| 697 | 5-9    | 655         |       |       |       |       |          |
| 510 | 0-4    | 507         |       |       |       |       |          |

Національний склад населення за даними перепису 2001 року:
| Національність | Кількість осіб | Відсоток |
| -------------- | -------------- | -------- |
| українці       | 23071          | 95,97%   |
| росіяни        | 659            | 2,74%    |
| азербайджанці  | 98             | 0,41%    |
| білоруси       | 50             | 0,21%    |
| молдовани      | 42             | 0,17%    |
| інші           | 120            | 0,50%    |

Мовний склад населення за даними перепису 2001 року:
| Мова            | Кількість осіб | Відсоток |
| --------------- | -------------- | -------- |
| українська      | 23253          | 96,73%   |
| російська       | 610            | 2,54%    |
| азербайджанська | 82             | 0,34%    |
| молдовська      | 27             | 0,11%    |
| вірменська      | 18             | 0,09%    |
| інші            | 47             | 0,20%    |

Населення становить 21 165 жителів (на 1.08.2012).

## Економіка
Серед промислових підприємств у районі діє закрите акціонерне товариство «Пласт», відкрите акціонерне товариство «Яреськівський цукровий завод», відкрите акціонерне товариство «Шишацький сирзавод» (на даний час не діючий), хлібокомбінат, завод мінеральних вод, відкрите акціонерне товариство «Сагайдацьке хлібоприймальне підприємство», відкрите акціонерне товариство «Шишацьке ремонтно-транспортне підприємство», міжгосподарський комбікормовий завод.
У районі діє 17 приватних сільськогосподарських підприємств, 31 селянське фермерське господарство.

## Політика
25 травня 2014 року відбулися Президентські вибори України. У межах Шишацького району були створені 23 виборчі дільниці. Явка на виборах складала — 66,57% (проголосували 11 323 із 17 008 виборців). Найбільшу кількість голосів отримав Петро Порошенко — 45,79% (5 185 виборців); Олег Ляшко — 19,67% (2 227 виборців), Юлія Тимошенко — 16,83% (1 906 виборців), Анатолій Гриценко — 4,29% (486 виборців), Сергій Тігіпко — 3,70% (419 виборців). Решта кандидатів набрали меншу кількість голосів. Кількість недійсних або зіпсованих бюлетенів — 1,00%.

## Пам'ятки
Серед археологічних пам'яток, виявлених в Шишаках, є 5 курганів, знайдено крем'яні вироби доби неоліту, 2 поховання епохи бронзи. В урочищі Дернова Долина виявлено поселення ранніх слов'ян Черняхівської культури (II–VI ст. н. е.). Тут знайдено речі, якими користувались люди скіфського періоду та більш пізнього періоду племен — сіверян.